# Melba-Halbinsel
Die Melba-Halbinsel ist eine große und vereiste Halbinsel im ostantarktischen Königin-Marie-Land. Sie liegt gegenüber dem Shackleton-Schelfeis zwischen dem Reid-Gletscher und der Bay of Winds.
Entdeckt wurde sie bei der Australasiatischen Antarktisexpedition (1911–1914) unter der Leitung des australischen Polarforschers Douglas Mawson. Dieser benannte die Halbinsel nach der Opernsängerin Nellie Melba (1861–1931), welche die Expedition finanziell unterstützt hatte.